# Poul Høybye
Poul Høybye (10. juni 1903 i Fåborg - 28. maj 1986) var en dansk lingvist, filolog og leksikograf. 
Han studerede fransk og tysk ved Københavns Universitet. Fra 1928 underviste han i fremmedsprog ved Niels Brock Handelsskole og ved Handelshøjskolen i København, hvor han blev udnævnt til professor i 1961. I 1944 tog han doktorgraden med temaet L'accord en français contemporain. Essai de grammaire descriptive. Afhandlingen er på over 300 sider og blev senere udgivet som bog.
Høybye var en af grundlæggerne af Lingvistkredsen.
Han oversatte Hans Christian Andersen til fransk.
Sammen med Valeriu Munteanu og Emma Kjærulf udarbejdede han den første dansk-rumænske ordbog, 1984, der senere indgik i Gyldendals Røde Ordbøger.

## Værker
- De franske verber, Forlaget Systime, 1977
- Nøgle til italienske verber
- Dansk-Fransk ordbog (sammen med Andreas Blinkenberg), København, 1937
- Andersen et la Frabce. Med Dansk resumé. With a Summary in English, Munksgaard, 1960
- Arabisk kompendium, 1968
- Schlüssel zur arabischen Sprache: besonders für Romanisten, editura Francke, Bern, 1971
- Engelsk-Dansk Ordbog, Berlingske Forlag, 1964
- Dansk-rumænsk ordbog, (sammen med Valeriu Munteanu og Emma Kjærulf, Editura Științifică și Enciclopedică, 1984
- Dansk-italiensk ordbog (sammen med Johanne Mengel), Berlingske forlag, 1959
- Italiensk-dansk ordbog (sammen med Johanne Mengel), Berlingske forlag, 1956
- Levende ord fra døde sprog, 1953